# La Croix-en-Brie
La Croix-en-Brie település Franciaországban, Seine-et-Marne megyében. Lakosainak száma 672 fő (2022. január 1.). La Croix-en-Brie Vanvillé, Pécy, Rampillon, Saint-Just-en-Brie, Châteaubleau, Clos-Fontaine, Gastins, Grandpuits-Bailly-Carrois és Nangis községekkel határos.

## Népesség
A település népességének változása:
| Lakosok száma | 673  | 675  | 680  | 671  | 669  | 666  | 664  | 663  | 672  |
|               | 2013 | 2015 | 2016 | 2017 | 2018 | 2019 | 2020 | 2021 | 2022 |